# Sedayu (Gemuh)
Sedayu is een bestuurslaag in het regentschap Kendal van de provincie Midden-Java, Indonesië. Sedayu telt 2112 inwoners (volkstelling 2010).